# Estipax
Estipax (Stipax) fou un escultor grec nadiu de Xipre. Alguns erudits suggereixen que el seu nom podria ser en realitat Estrabax (Strabax).
Plini li atribueix l'execució de la famosa estàtua anomenada Splanchnoptes, que representava a una persona que rostia les entranyes de la víctima en un sacrifici, i bufava el foc amb la seva respiració. La persona representada, segons Plini, era un esclau de Pèricles. Uns fragments trobats a l'acròpoli podrien correspondre a la base d'aquesta estàtua.